# 谷森善臣

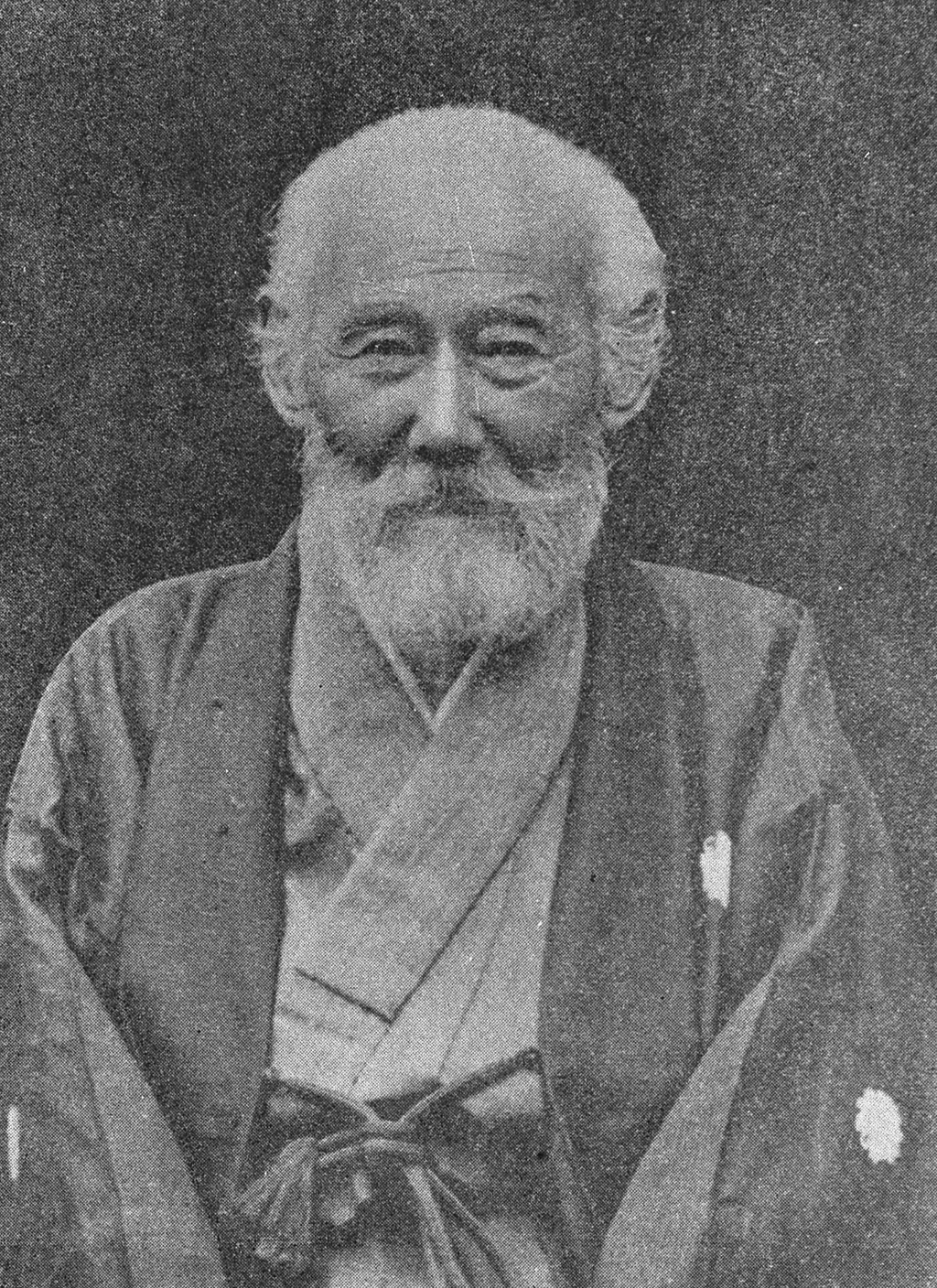
谷森善臣

谷森 善臣（たにもり よしおみ、文化14年12月28日（1818年2月3日） - 1911年（明治44年）11月16日）は、幕末から明治時代にかけての国学者。陵墓･南朝史･皇室系譜の研究に業績を残した。本姓は平氏、初名は松彦だが、28歳の時に種松（種万都・種梥とも）へ改名。通称は二郎・外記。菫壺・靖斎とも号した。

## 経歴
京都の三条西家侍臣の家に生まれる。幼時から鋭敏で書をよくし、やがて伴信友の門に入って国学や歌道を学んだ。勤王の志が篤く、山陵の荒廃を嘆いて畿内各地の陵墓を踏査し、嘉永4年（1851年）『諸陵徴』を、安政2年（1855年）『諸陵説』を著す。同5年（1858年）6月から学習院学問所にて和書御会の講師を務める。文久2年（1862年）山陵奉行・戸田忠至の下で平塚瓢斎・北浦定政らと山陵修補御用掛嘱託となり、陵墓の修築に加えてその考証・比定作業にも従事。同3年（1863年）1月、篤志によって正六位下内舎人兼大和介に叙任され、7月には『諸陵徴』『諸陵説』両書につき孝明天皇から恩賞を賜っている。慶応3年（1867年）10月、『山陵考』を幕府へ献上し、翌月諸陵助に任じられた。
明治元年（1868年）2月、神祇事務局判事となるが、間もなく制度事務局権判事へ改任。明治2年（1869年）4月、昌平学校へ出仕して皇学館一等教授となり、5月より国史考閲御用掛･教導局御用掛を兼ね、7月に大学中博士に任じられる。明治3年（1870年）、正七位に叙された後、同4年（1871年）4月に御系図取調御用掛、1875年（明治8年）4月に修史局修撰となったが、この頃よりしばらく新政府組織とは距離を置き、南朝史・国語学分野へ研究対象を広げて著作活動に専念している。
やがて陵墓研究に対する多大な功績が認められ、1893年（明治26年）10月に従五位、さらに1897年（明治30年）4月に従四位へ特進。1898年（明治31年）1月に御陵墓取調事務嘱託、1904年（明治37年）5月に帝国年表調査委員となり、皇室系譜の調査や歴代天皇の確定に寄与する。1906年（明治39年）5月、特旨をもって正四位に叙され、晩年まで精力的に活動した。
1911年（明治44年）11月16日卒去、享年95。墓所は雑司ヶ谷霊園（東京都豊島区）にある。
主な著作としては、上で挙げたものの他、『帝皇略譜』･『南山小譜』･『藺笠のしづく』･『神武天皇御陵考』･『柏原山陵考』･『新葉集歌人履歴』･『声韻図考』･『五十音図纂』･『語鑑言語経緯』･『嵯峨野の露』･『大塔宮護良親王二王子小伝』など、枚挙にいとまがない。しかし、それらを収める草稿類『谷森靖斎藁草』･『谷森靖斎翁雑稿』･『谷森靖斎史論雑纂』などが全て谷森家にあり、1932年（昭和7年）次男・健男により宮内省図書寮へ献納された経緯からか、現在までに公刊されたものはわずかで、そのため善臣の学問的業績は学界でもあまり知られていないという事情にある。ただ、善臣の蒐集・校訂した典籍類は「谷森本」として『国史大系』の底本に利用されており、その卓抜な考証がわが国の歴史学に与えた影響は極めて大きい。

## 親族
- 谷森真男 - 善臣の長男で、内閣大書記官・元老院議官･香川県知事などを歴任した官僚。
- 谷森饒男 - 善臣の孫にして、健男の長男。検非違使を研究した歴史学者として知られる。